# 賽門·阿姆斯特爾
賽門·馬可·阿姆斯特爾（英語：Simon Marc Amstell，1979年11月29日—）是一名英格蘭男演員、喜劇演員、電視節目主持人、編劇和導演，知名作品如自編自導的BBC仿纪录片《大屠杀：吞噬过去》（2017年）。

## 外部連結
- 官方网站
- 賽門·阿姆斯特爾在互联网电影资料库（IMDb）上的資料（英文）